# 望見書間
望見書間（英文店名SEAMi，South East Asia Migrant inspired）是一家位於桃園市的東南亞主題書店，於2016年成立。書店提供大量的東南亞文化與語言相關的書籍。此書店為台灣第一家的東南亞主題書店，創辦人為林周熙。他曾於訪談中指出，創辦此書店的目的在於提供一個「移民工的友善客廳」，故也提供東南亞移工借閱書籍的服務。
每周五 印尼語交流 （页面存档备份，存于）

## 簡介
■「分享式書店服務」不僅建立東南亞圖書書單資源，也提供新住民和移工免費的母語圖書交換服務；也希望在「攜書人」(Project Books Carrier)行動下，鼓勵台灣朋友、新住民和移工往返東南亞國家時，一人一書為台灣帶來各式各樣豐富的圖書資源。
■「社群媒體近用服務」，SEAMi的另個特色是希望為每位跨國移動者留下在台灣的生命故事。跨國生活著實不易，我們歡迎各界朋友都來喝杯咖啡、唱個歌曲，留下每段生命的價值，一起為「作為人的存在」和「維護發聲基本人權」來努力。
■「個人出版服務」是以小型創作市集為目標，讓愛繪畫的朋友、會雕刻的朋友、願意編織的朋友，利用工作閒暇時間生產的文藝創作不會因為沒有交流窗口而流失，SEAMi 致力使東南亞風格的小商品得以精緻化生產，讓每個東南亞「素人」都能解放想像力，創造土地發展式的台灣-東南亞藝品。
這不只是一間書店，更是一個在台灣落實的文化行動，讓多元、平等、想像力都能散溢到台灣每個角落。

## 印尼語交流 活動紀錄
2018/08/24 印尼月份介紹

2018/08/17  印尼獨立紀念日